# George Howard (1519-1580)
George Howard (1519 – 1580) è stato un politico, diplomatico, scrittore e cortigiano inglese.

## Biografia
Era figlio di Lord Edmund Howard e Joyce Culpeper. Edmund era il terzo figlio di Thomas Howard, II duca di Norfolk e ottenne un cospicuo patrimonio sposando la figlia di Sir Richard Culpeper di Oxen Hoath. Tuttavia accumulò debiti, dissipò il patrimonio ottenuto dalla dote di sua moglie e scappò anche all'estero per evitare i creditori, lasciando che George e gli altri suoi figli venissero cresciuti dai parenti.
George e i fratelli trascorsero quindi i primi anni di vita ospiti della duchessa di Norfolk Agnes Tylney. Edmund Howard infine morì il 19 marzo 1539 lasciando i suoi enormi debiti ai figli.
La situazione finanziaria della famiglia poté risollevarsi soltanto quando la sorella di George, Caterina sposò nel 1540 sposò Enrico VIII d'Inghilterra. Il re garantì ad Howard una provvigione di 100 marchi, diverse terre e, con il fratello Charles, una licenza per la vendita di vino guascone.
Il 13 febbraio 1542 però la regina Caterina venne giustiziata per tradimento e Howard intraprese la vita di soldato per poter sopravvivere. Prestò servizio come capitano a Bologna nel 1546 e come portabandiera nella battaglia di Pinkie nel 1547. Per quest'ultimo ruolo, venne notato per il suo coraggio ed ottenne l'investitura a cavaliere da Edward Seymour, I duca di Somerset il 28 settembre 1547. Howard partecipò di nuovo a campagne militari nel 1548 andando in Scozia. Fu inoltre mandato come diplomatico presso Enrico II di Francia nel maggio del 1551.
Howard sedette in parlamento come rappresentante del Devizes durante la prima seduta in parlamento tenuta da Edoardo VI d'Inghilterra, successore di suo padre Enrico VIII.
Dopo la morte del giovane re il 6 luglio 1553, nacquero dispute dinastiche tra le sue eredi. Howard dapprima si schierò con John Dudley, I duca di Northumberland ma, dopo aver avuto un diverbio col figlio, si fece alleato della principessa Maria Tudor, sorellastra del re ma da lui esclusa nel testamento nonostante il parere opposto del padre Enrico VIII. Una volta ascesa al trono, Maria I dapprima trattò con sospetto Howard ma poi nel 1554 gli garantì un'annualità di £200. Howard dimostrò ulteriormente la sua fedeltà mettendosi al servizio della regina assieme allo zio Thomas Howard, III duca di Norfolk e domò la rivolta di Wyatt avvenuta in quello stesso anno.
Venne nominato al servizio di Filippo di Spagna, marito di Maria I. Tuttavia Howard fu impossibilitato a prendere il proprio posto quando arrivò il re in Inghilterra nel 1554 con il suo seguito di servitori spagnoli: venne mandato in missione diplomatica alla corte di Carlo V d'Asburgo in quello stesso.
Successivamente fu membro del parlamento per il Rochester nel Kent e nel 1558 per il Winchelsea.
La cugina di Howard, Elisabetta Tudor, salì al trono nel 1558 e lo nominò Gentleman Usher of the Privy Chamber nel 1579. Nel suo ultimo anno di vita visse nel Kent, dove ricoprì l'incarico di giudice di pace.
Morì nel 1580.

## Ascendenza
|                                   |                  |                      | Genitori           |  |  | Nonni |  |  | Bisnonni                       |  |  | Trisnonni     |  |
|                                   |                  |                      |                    |  |  |       |  |  | John Howard, I duca di Norfolk |  |  | Robert Howard |  |
|                                   |                  |                      |                    |  |  |       |  |  | John Howard, I duca di Norfolk |  |  | Robert Howard |  |
|                                   |                  | Margaret de Mowbray  |                    |  |  |       |  |  | John Howard, I duca di Norfolk |  |  |               |  |
| Thomas Howard, II duca di Norfolk |                  |                      |                    |  |  |       |  |  | John Howard, I duca di Norfolk |  |  |               |  |
|                                   |                  | Katherine de Moleyns | William de Moleyns |  |  |       |  |  |                                |  |  |               |  |
|                                   |                  | Katherine de Moleyns | William de Moleyns |  |  |       |  |  |                                |  |  |               |  |
|                                   |                  | Katherine de Moleyns | Anne Whalesborough |  |  |       |  |  |                                |  |  |               |  |
| Edmund Howard                     |                  | Katherine de Moleyns |                    |  |  |       |  |  |                                |  |  |               |  |
|                                   |                  | Frederick Tilney     | Philip Tilney      |  |  |       |  |  |                                |  |  |               |  |
|                                   |                  | Frederick Tilney     | Philip Tilney      |  |  |       |  |  |                                |  |  |               |  |
|                                   |                  | Frederick Tilney     | Isabel Thorpe      |  |  |       |  |  |                                |  |  |               |  |
| Elizabeth Tilney                  |                  | Frederick Tilney     |                    |  |  |       |  |  |                                |  |  |               |  |
|                                   |                  | Elizabeth Cheney     | Lawrence Cheney    |  |  |       |  |  |                                |  |  |               |  |
|                                   |                  | Elizabeth Cheney     | Lawrence Cheney    |  |  |       |  |  |                                |  |  |               |  |
|                                   |                  | Elizabeth Cheney     | Elizabeth Cockayne |  |  |       |  |  |                                |  |  |               |  |
| George Howard                     |                  | Elizabeth Cheney     |                    |  |  |       |  |  |                                |  |  |               |  |
|                                   | William Culpeper | John Culpepper       |                    |  |  |       |  |  |                                |  |  |               |  |
|                                   | William Culpeper | John Culpepper       |                    |  |  |       |  |  |                                |  |  |               |  |
|                                   | William Culpeper | Catherine Charles    |                    |  |  |       |  |  |                                |  |  |               |  |
| Richard Culpeper                  | William Culpeper |                      |                    |  |  |       |  |  |                                |  |  |               |  |
|                                   |                  | Elizabeth Ferrers    | William Ferrers    |  |  |       |  |  |                                |  |  |               |  |
|                                   |                  | Elizabeth Ferrers    | William Ferrers    |  |  |       |  |  |                                |  |  |               |  |
|                                   |                  | Elizabeth Ferrers    | Philippa Clifford  |  |  |       |  |  |                                |  |  |               |  |
| Joyce Culpeper                    |                  | Elizabeth Ferrers    |                    |  |  |       |  |  |                                |  |  |               |  |
|                                   |                  | Ottwell Worsley      | Richard Worsley    |  |  |       |  |  |                                |  |  |               |  |
|                                   |                  | Ottwell Worsley      | Richard Worsley    |  |  |       |  |  |                                |  |  |               |  |
|                                   |                  | Ottwell Worsley      | Catherine Clark    |  |  |       |  |  |                                |  |  |               |  |
| Isabel Worsley                    |                  | Ottwell Worsley      |                    |  |  |       |  |  |                                |  |  |               |  |
|                                   |                  | Rose Trevor          | Edward Trevor      |  |  |       |  |  |                                |  |  |               |  |
|                                   |                  | Rose Trevor          | Edward Trevor      |  |  |       |  |  |                                |  |  |               |  |
|                                   |                  | Rose Trevor          | Angharad Puleston  |  |  |       |  |  |                                |  |  |               |  |
|                                   |                  | Rose Trevor          |                    |  |  |       |  |  |                                |  |  |               |  |